# زاهد شیخ
زاهد شیخ (انگلیسی: Zahid Sheikh; ۱۴ دسامبر ۱۹۴۹ – ۲۹ ژانویهٔ ۲۰۱۰) بازیکن هاکی روی چمن اهل پاکستان بود.او عموی (چاچا جی) ستاره هاکی روی چمن، شهناز شیخ و طارق شیخ است.